# 上海日本商人射殺事件
上海日本商人射殺事件（日语：上海邦人商人射殺事件）又稱萱生事件，是1936年7月10日發生在上海市的一起日本商人被射殺事件。
1936年7月10日午後8時半，與三菱商事有業務往來的日本海產品商人萱生鑛作（33歳）當時懷抱3歲的女兒洋子，手牽著友人的4歲女兒外出，當他來到靠近其美路的狄思威路楊家浜路路口時有人朝他後背開槍，萱生鑛作送往醫院後宣告不治。
7月11日，日本駐上海總領事代理立即向上海市市長吳鐵城的代理俞鴻鈞表示抗議。日本駐南京總領事也向中華民國外交部次長表示抗議。7月12日，中華民國外交部立即派人向日本駐中國大使道歉。上海市政府懸賞捉拿犯人。9月15日、16日，上海市公安局逮捕了王振聲、毛冰虎等6名嫌犯。12月28日，上海地方法院判決王振聲、毛冰虎死刑。